# キネマ (食品)

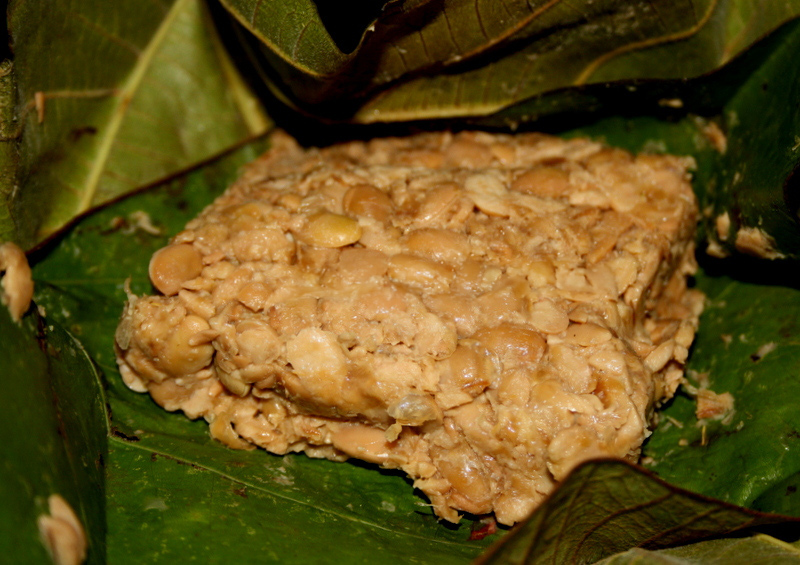
葉にくるまれた伝統的なキネマ

キネマ（ネパール語: किनेमा, Kinema）は、ヒマラヤ山脈南麓の東部のネパール人社会（ネパール東端のコシ州、インドのシッキム、ダージリン、カリンポンなど）で作られている大豆の発酵食品である。

## 語源と歴史
キネマはネパール東部からシッキムにかけて分布するリンブー人やライ人の伝統的な食物である。「キネマ」という語は、リンブー語のkinambaaに由来すると考えられている。 「キ」は発酵、「ナンバー」は匂いを意味する。
インドの微生物学者ジョティ・プラカシュ・タマンによると、キネマは伝説上のキラータ王朝の時代であった紀元前600年から紀元後100年頃にリンブー人によって伝来したと推定されている。

## 製法
キネマ作りはまず大豆を水に一晩漬けることから始まる。浸した豆を2～3時間、柔らかくなるまで茹でる。水を切った豆を臼で搗き砕き、薪の灰を豆の量の1％ほど加え、全体をよく混ぜる。これを、地元でとれるシダ（Glaphylopteriolopsis erubescens）を敷き詰めた竹籠に入れる。竹籠は麻袋で覆い、常温で1～3日間自然発酵させる。製造後すぐに食べることもあれば、長期保存のために天日干しして乾燥食品にすることも多い。
キネマ作りにおいて、栽培された細菌を意図的に加えることはなく、細菌の住むシダやその他の植物の葉に大豆をくるむことにより大豆の発酵を進める。発酵の成功には、主に枯草菌など天然細菌が頼りである。

## 消費

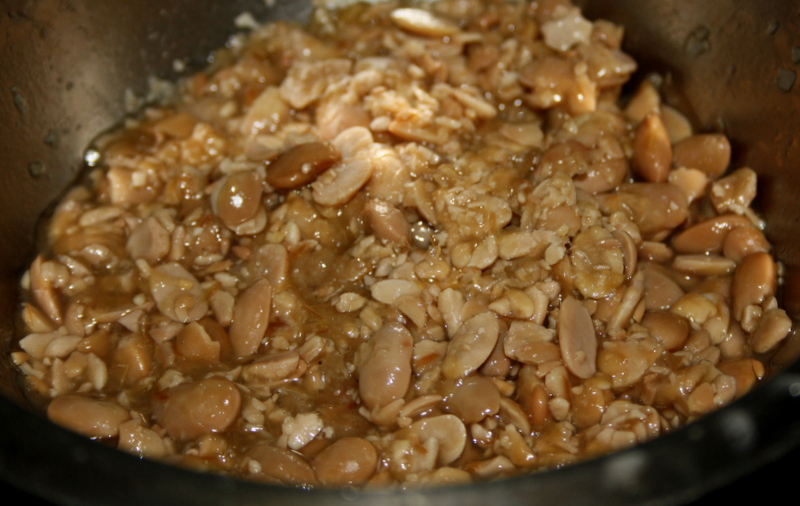
キネマ

ねばねばして臭気のある発酵食品であるキネマは、伝統的にはダルバート（米飯とスープとおかずによる家庭食）のスープの中に入れられ、米飯と共に食される。また香ばしい調味料や辛みのあるおかず（タルカリ）の中に使われ、米飯やパンと一緒に食べることもある。乾燥したキネマは、トマトや唐辛子と混ぜてアチャール（漬物）にされる。キネマは伝統的には家庭で作られたが、現在は市場で売られているほか、乾燥製品としてネット通販されている。

## 栄養
キネマは、大豆の複雑なたんぱく質が発酵によって消化しやすいアミノ酸に分解されているため、健康的な食品と考えられている。大豆のpHは6.75であるのに対し、キネマはpH7.89のアルカリ性である。キネマの水分は62％。乾燥キネマ100gあたり、タンパク質48g、炭水化物28g、脂肪17g、灰分（ミネラル）7gが含まれている。キネマのエネルギー価は100gあたり2MJである。キネマの遊離脂肪酸は生大豆の約33倍であることが判明している。

## 大豆発酵食品の分布

アジアにおける大豆発酵食品の分布

アジアの他の地域にも、バチルス属の細菌を使った大豆発酵食品がある。例えば中国の豆豉や水豆豉、韓国のチョングッチャン、日本の納豆、タイのトゥアナオ、インド北東部の様々な食品（メーガーラヤ州のtungrymbai、マニプル州のhawaijaar、ミゾラム州のbekangum、ナガランド州のakhuni、アルナーチャル・プラデーシュ州のpiakなど）がある。
キネマは、日本の植物学者・中尾佐助が提唱した「納豆トライアングル」（ヒマラヤのキネマ、インドネシアのテンペ、日本の納豆）の頂点のひとつを形成している。インドの微生物学者ジョティ・プラカシュ・タマンは、これを拡張した「KNTトライアングル」（キネマ＝納豆＝トゥアナオ・トライアングル）を提唱している。中尾は、三角形の中心が中国の雲南地方に位置することから、雲南地方が納豆技術の起源であると仮定している。タマンはインドの大豆発酵食品がすべてキネマに由来するという証拠を示している。